# Pantalla multifunción

Un ejemplo esquemático de como es una pantalla multifunción.

Una pantalla multifunción, conocida por sus siglas en inglés MFD (multi-function display), es una pequeña pantalla (CRT o LCD) en una cabina de una aeronave rodeada por múltiples botones que puede ser usada para mostrar información al piloto de numerosas maneras configurables.

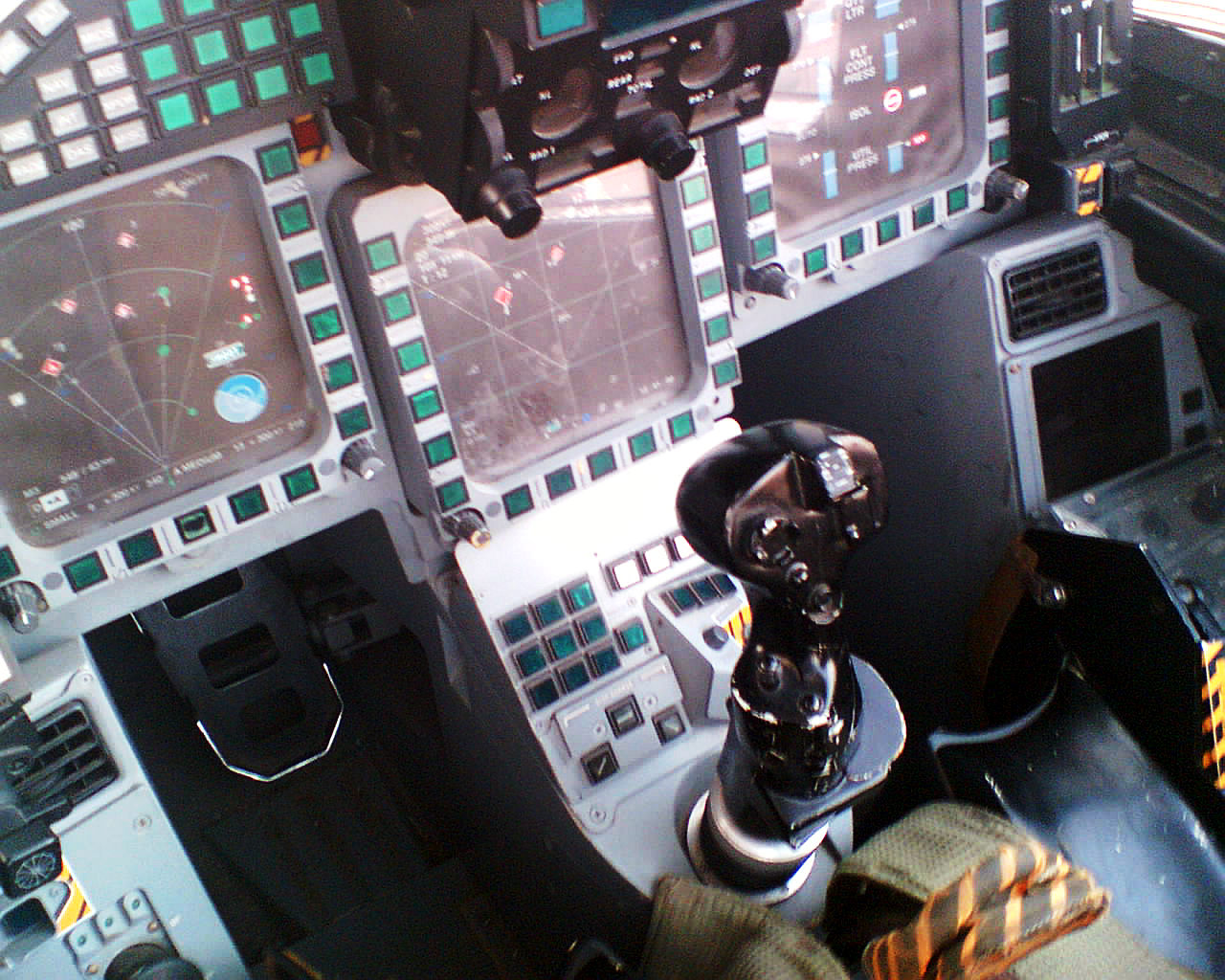
Pantallas multifunción en un Eurofighter Typhoon de preproducción